# Paolo Del Debbio
Paolo Del Debbio (Lucca, 2 febbraio 1958) è un saggista, giornalista, conduttore televisivo, autore televisivo ed ex politico italiano.

## Biografia
Nato da Velio Del Debbio (Sant'Anna di Lucca, 20 aprile 1922) e da Lilia da Torre, ha raccontato che il padre era stato deportato nel campo di prigionia nazista di Luckenwalde (Stalag III-A). 
Dai 16 ai 18 anni frequentò il seminario, che lasciò per un senso di solitudine dovuto alla lontananza dalla famiglia.
Ottenne il baccellierato in filosofia presso la Pontificia Università della Santa Croce di Roma e la licenza in filosofia presso la Pontificia Università Urbaniana. Dal 1988 al 1993 lavorò presso Fininvest Comunicazioni, una società di "relazioni esterne ed istituzionali" del gruppo Fininvest, dapprima come "coordinatore del centro studi", poi anche come assistente dell'amministratore delegato Fedele Confalonieri. È docente a contratto di etica ed economia all'Università IULM di Milano.

### Attività politica
Fu tra i promotori della fondazione di Forza Italia, di cui è stato direttore dell'Ufficio studi nazionale. Su richiesta di Silvio Berlusconi, che lo chiamò nel novembre del 1993 su suggerimento di Confalonieri, si occupò di scrivere il programma del partito per le elezioni politiche del 1994 con l'aiuto di Antonio Martino, Giuliano Urbani, Pio Marconi, Gianfranco Ciaurro, Sergio Ricossa e Gianni Baget Bozzo.
Alle elezioni regionali in Toscana del 1995 fu candidato dalla coalizione del Polo per le Libertà per la presidenza della regione, risultando sconfitto. In seguito fece l'assessore per le periferie e la sicurezza nella giunta comunale milanese guidata da Gabriele Albertini dal 1998 al 2001.

### Attività televisiva
Dal 5 aprile 2004 al 5 febbraio 2010 condusse il programma di informazione Secondo voi sulle reti Mediaset. Dal 22 febbraio 2010 al 19 aprile 2013 condusse, con Federica Panicucci, le tre edizioni del talk show e contenitore di Videonews Mattino Cinque in onda su Canale 5 nel day-time dei giorni feriali. Dal 27 agosto 2012 presentò in prima serata su Rete 4 il nuovo talk show politico Quinta colonna.
Dal 22 aprile al 6 dicembre 2013 condusse due edizioni del talk show politico Quinta colonna - Il quotidiano in onda su Rete 4 dal lunedì al venerdì nell'access prime time. Dal 3 marzo 2015 torna in quella fascia oraria con Dalla vostra parte, il nuovo rotocalco di informazione e approfondimento del TG4 dedicato a temi economici e di cronaca.
Dal 10 novembre 2016, per quattro giovedì, è su Rete 4 con Perché sì perché no, un programma straordinario in vista del referendum costituzionale del 4 dicembre.
Quinta colonna andò in onda fino al 10 maggio 2018; nella stagione successiva lo sostituì Quarta Repubblica di Nicola Porro.
Da giovedì 7 marzo 2019 conduce Dritto e rovescio, nuovo talk show serale sempre su Rete 4.
Il 12 e 13 giugno 2023, insieme a Nicola Porro, affianca Cesara Buonamici alla conduzione dello speciale del TG5 sulla morte di Silvio Berlusconi in simulcast sulle tre reti Mediaset la prima sera e su Canale 5 la seconda sera.
Dal 2 settembre 2024 conduce il programma 4 di sera, in onda nell'access prime time di Rete 4.

### Giornalista e scrittore
Dal 2001 è giornalista pubblicista, iscritto all'Ordine dei Giornalisti della Lombardia. Nei primi anni 2000 scrisse sul quotidiano il Giornale, firmando ricorrenti editoriali di politica interna. 
Nel 2020 ha ripreso a collaborare con la stampa quotidiana come editorialista de La Verità. Dal 2021 collabora anche con la rivista Panorama.
Autore di numerosi saggi, nel 2022 pubblica il suo primo romanzo, Il filo dell'aquilone. Vita di Astorre Cantacci.

### Vita privata
È stato a lungo sposato con Gina Nieri, consigliere di amministrazione e membro del comitato esecutivo Mediaset, dalla quale ha avuto due figlie: Maddalena (1989) e Sara (1992).

### Parodie
Una sua celebre parodia è stata quella offerta dal comico Ubaldo Pantani nel programma di Rai 2 Quelli che il calcio.

### Controversie
In vari articoli pubblicati il 17 ottobre 2012 la stampa italiana riportò la notizia secondo la quale alcuni dirigenti nazionali del PdL avrebbero chiesto a Silvio Berlusconi di far cancellare il programma Quinta colonna, condotto da Paolo Del Debbio.
In un'intervista del 9 settembre 2013 Del Debbio ha smentito le voci, circolate nei giorni precedenti, secondo le quali lui sarebbe lo spin doctor di Marina Berlusconi, all'epoca indicata come possibile nuova presidente del PdL al posto del padre Silvio.
Il 10 settembre 2020, durante la trasmissione Dritto e rovescio da lui condotta, ha attaccato duramente il fondatore del Movimento 5 Stelle Beppe Grillo, accusato di aggressione nei confronti di un inviato del programma.

## Programmi televisivi
- Secondo voi (Rete 4, Canale 5, Italia 1, 2004-2010)
- Mattino Cinque (Canale 5, 2009-2013)
- Quinta colonna (Rete 4, 2012-2018)
- Dalla vostra parte (Rete 4, 2015-2016)
- Perché sì perché no (Rete 4, 2016)
- Dritto e rovescio (Rete 4, dal 2019)
- Speciale TG5 (Canale 5, Italia 1, Rete 4, 2023) - co-conduttore
- 4 di sera (Rete 4, dal 2024)

## Opere
Volumi monografici
- Il mercante e l'inquisitore. Apologia della televisione commerciale, Il Sole 24 Ore, Milano 1991. ISBN 88-7187-131-6.
- Appunti di etica della comunicazione, Cooperativa Libraria IULM, Milano 2000.
- Global. Perché la globalizzazione ci fa bene, Mondadori, Milano 2002. ISBN 88-04-50445-5.
- Etica dei media, Arcipelago Edizioni, Milano 2003.
- No global, new global. Etica e governo dei cambiamenti, Fondazione Achille e Giulia Boroli, Milano 2006.
- Secondo voi (e secondo me). Le risposte ai problemi che stanno a cuore agli italiani, Mondadori, Milano 2008. ISBN 978-88-04-57422-4.
- Elogio dello Stato a pendolo. Stato e mercato nel XXI secolo, Rubbettino, Soveria Mannelli 2009. ISBN 978-88-498-2370-7.
- Libertà. [Parole per capire, ascoltare, capirsi], In dialogo, Milano 2012. ISBN 978-88-8123-774-6.
- Più etica nel mercato? L'inganno di un luogo comune e le responsabilità della politica, Marsilio Editori, Venezia 2016. ISBN 978-88-317-2497-5.
- Le 10 cose che ho imparato dalla vita, Piemme, 2021. ISBN 978-88-566-8356-1.
- In nome della libertà. La forza delle idee di Silvio Berlusconi, Piemme, 2023. ISBN 978-88-566-9622-6.
- Siamo tutti filosofi senza saperlo. Sei storie di vita, Piemme, 2024. ISBN 978-88-566-8581-7.

Volumi 'a cura di'
- Introduzione in S. Ricossa, “Vivere è scegliere”. Scritti di libertà. Il liberalismo come ideologia della vita, in Paolo Del Debbio (a cura di), Fondazione Achille e Giulia Boroli, Milano 2006.
- Regula humanitatis, in Paolo Del Debbio (a cura di), Kit Dollard, Anthony Marett-Crosby, Timothy Wright, Fare affari con San Benedetto, Libri Scheiwiller, Milano 2007.

Contributi in volumi collettanei
- Il terzo settore. Una risorsa da valorizzare, in G. Urbani (a cura di), Il buongoverno. Restituire lo Stato ai cittadini, Vallecchi, Firenze 1996.
- Introduzione a Victor Hugo, Lettera all'America contro l'impiccagione di John Brown, Libri Scheiwiller, Milano 2002.
- Prefazione a A. Genovesi, Etica e media nei documenti della Chiesa Cattolica, Monte Università Parma Editore, Parma 2005.
- Dal secolo della giustizia distributiva a quello della giustizia commutativa. Quale modello di giustizia sociale ri-costruire e esportare, in C. Pelanda (a cura di), Democrazia attiva, Franco Angeli, Milano 2006.
- Fondamenti filosofici del principio di sussidiarietà, in G. Vittadini (a cura di), Che cos’è la sussidiarietà, Guerini Editore, Milano 2007.
- Chi è l’artigiano? Due eresie, in A. Intiglietta (a cura di), Nelle mani dell’artigiano, Guerini e Associati, Milano 2007.
- Voci “Liberazione (Teologia della)”, “Piombo (Anni di)”, “Rizoma”, in G. Canova e M. Belpoliti (a cura di) Lemmario degli Annisessanta, Skira, Milano 2007.
- Voce “Cattolici, economia e sussidiarietà”, in Dizionario del liberalismo italiano,  Rubbettino, Soveria Mannelli 2011.

Romanzi
- Il filo dell'aquilone. Vita di Astorre Cantacci, Arnoldo Mondadori Editore, Segrate, 2022.